# Stizorhin de Finsch
Stizorhina finschi
Espèce
Le Stizorhin de Finsch (Stizorhina finschi) est une espèce de passereau appartenant à la famille des Turdidae.
Son nom de commémore l'ornithologue et explorateur allemand Friedrich Hermann Otto Finsch (1839-1917).
Cet oiseau est réparti à travers la forêt guinéenne de l'Ouest africain.